# Mike Marshall (actor)
Mike Marshall (Hollywood, Estados Unidos, 13 de septiembre de 1944 - Caen, Francia, 2 de junio de 2005) fue un actor teatral, cinematográfico y televisivo francoestadounidense.

## Biografía
Nacido en el Centro Médico Cedars-Sinai, un hospital de Hollywood, California, era el único hijo del actor y director estadounidense William Marshall y la actriz francesa Michèle Morgan. Fue además hijastro de Gérard Oury y medio hermano de Tonie Marshall, hija de la actriz Micheline Presle, segunda esposa de su padre. 
Tras divorciarse sus padres, William Marshall quiso asegurarle una educación americana. Aunque empezó a estudiar derecho, su vocación era llegar a ser actor. Por ello, en 1963 volvió con su madre, en París, empezando a tomar clases de arte dramático impartidas por Raymond Girard. Rodó su primer film en Francia, Patate, en 1964, bajo la dirección de Robert Thomas.
En esa época ya había actuado en dos películas en los Estados Unidos, la primera dirigida por su padre, y la segunda por Vincente Minnelli. Gérard Oury, su padrastro, le ofreció actuar en sus películas La gran juerga, con Louis de Funès, y Le Coup du parapluie, con Pierre Richard y Valérie Mairesse.
Marshall tuvo una larga carrera como actor de carácter en el cine francés. En 1986, junto a su madre por primera y única vez, rodó Le Tiroir secret, una producción televisiva escrita por Danièle Thompson, hija de Gérard Oury, y dirigida por Édouard Molinaro, Nadine Trintignant, Michel Boisrond y Roger Gillioz. Actuaba también Tonie Marshall, que interpretaba a su hermana.
Como actor teatral, formó parte del reparto de Croque-monsieur, un gran éxito de Marcel Mithois representado en el Théâtre Saint-Georges de París, y en el cual actuaban Jacqueline Maillan, Henri Virlogeux, Hubert Deschamps y Jacques Dynam.
Mike Marshall, que tenía seis hijos, falleció en Caen, Francia, en 2005, a los 60 años de edad. Fue enterrado en el Cementerio de Deauville.

## Teatro
- 1964 : Croque-monsieur, de Marcel Mithois, escenografía de Jean-Pierre Grenier, Théâtre Saint-Georges
- 1988 : Sangre en la piscina, de Agatha Christie, escenografía de Simone Benmussa, Théâtre du Rond-Point
- 1989 : Point de feu sans fumée, de Julien Vartet, escenografía de Jean-Paul Tribout, Théâtre Édouard VII
- 1999 : L'Homme au Parapluie, de W.Dinner y W. Morum, con Alain Feydeau, escenografía de Daniel Royan, Théâtre de Saint Maur

## Filmografía

### Cine
- 1961 : The Phantom Planet, de William Marshall
- 1963 : El noviazgo del padre de Eddie, de Vincente Minnelli
- 1964 : Patate, de Robert Thomas
- 1964 : Déclic et des claques, de Philippe Clair
- 1965 : Le due orfanelle, de Riccardo Freda
- 1966 : ¿Arde París?, de René Clément
- 1966 : La gran juerga, de Gérard Oury
- 1966 : Fortuna, de Menahem Golan
- 1967 : Suzanne, die wirtin von der lahn, de François Legrand y Franz Antel
- 1968 : Con lui cavalca la morte, de Joseph Warren y Giuseppe Vari
- 1968 : Vendo cara la pelle, de Ettore Maria Fizzarotti
- 1969 : Les Chemins de Katmandou, de André Cayatte
- 1970 : Hello-Goodbye, de Jean Negulesco
- 1970 : La Liberté en croupe, de Édouard Molinaro (ayudante de dirección)
- 1972 : El serpiente, de Henri Verneuil
- 1972 : Chacal, de Fred Zinnemann
- 1973 : Las locas aventuras de Rabbi Jacob, de Gérard Oury
- 1973 : Quelques messieurs trop tranquilles, de Georges Lautner
- 1973 : L'Histoire très bonne et très joyeuse de Colinot trousse-chemise, de Nina Companeez
- 1978 : Lady Oscar, de Jacques Demy
- 1978 : I love you, je t'aime, de George Roy Hill
- 1979 : Moonraker, de Lewis Gilbert
- 1979 : The hostage tower, de Claudio Guzman
- 1980 : Le Coup du parapluie, de Gérard Oury
- 1980 : Teherán 43, de Alexandre Alov y Vladimir Naoumov
- 1981 : Sezona mira u Parizu, de Pregrad Golobovic
- 1982 : La Morte vivante, de Jean Rollin
- 1982 : Ça va pas être triste, de Pierre Sisser
- 1984 : Until September, de Richard Marquand
- 1985 : Maine Océan, de Jacques Rozier
- 1986 : Club de rencontres, de Michel Lang
- 1986 : Je hais les acteurs, de Gérard Krawczyk
- 1986 : Johann Strauss, der könig ohne krone, de Franz Antel
- 1987 : Grand Larceny, de Jeannot Szwarc
- 1989 : Mister Frost, de Philippe Setbon
- 1989 : Historia de una revolución, de Richard T. Heffron
- 1991 : Eye of the Widow, de Andrew V. McLaglen
- 1993 : Neuf mois, de Patrick Braoudé
- 2001 : Fifi Martingale, de Jacques Rozier
- 2003 : Les Aventures extraordinaires de Michel Strogoff, de Bruno-René Huchez y Alexandre Huchez (animación, voz)
- 2004 : L'Américain, de Patrick Timsit

### Televisión
- 1972 : Les Cinq Dernières Minutes, episodio Meurtre par la bande, de Claude Loursais
- 1973 : L'Alphomega, de Lazare Iglesis
- 1977 : Little House on the Prairie
- 1979 : Les Dames de la côte, de Nina Companeez
- 1983 : Les Enquêtes du commissaire Maigret, episodio La Tête d'un homme, de Louis Grospierre
- 1986 : Le Tiroir secret, 6 episodio dirigidos por Édouard Molinaro, Nadine Trintignant, Michel Boisrond y Roger Gillioz,
- 1986 : Un Métier de seigneur, de Édouard Molinaro
- 1987 : Les Enquêtes du commissaire Maigret, episodio Les Caves du Majestic, dirigido por Maurice Frydland
- 1990 : La Grande Dune, de Bernard Stora
- 1996 : Les Nouvelles Filles d'à côté, episodio Jour de Chance
- 1996, 1998 : Les Vacances de l'amour, de Pat Le Guen-Ténot, Olivier Altman, Emmanuel Fonlladosa
- 1997 : Jamais deux sans toi...t, episodio Devine qui vient squatter

- 1997 : Le Grand Batre, de Laurent Carcélès
- 2000 : Avocats et Associés, episodio Le Bébé de la finale, de Denis Amar

- 2000 : Commissaire Moulin, episodio Une protection très rapprochée
- 2003 : Navarro, episodio Police Racket

### Doblaje
Marshall dirigió las versiones francesas o inglesas de series como: 
- Drôles de petites bêtes, versión inglesa
- Star Trek: Voyager, versión francesa
- Married... with Children, versión francesa
- Guiding Light, versión francesa
- Dans la Nature avec  Stéphane Peyron, versión inglesa

También fue actor de voz en series de animación como Cartouche, prince des faubourgs, Excel Saga y 
Atomic Betty.